# Loscos
Loscos é um município da Espanha na província de Teruel, comunidade autónoma de Aragão. Tem 71,88 km² de área e em 2021 tinha 122 habitantes (densidade: 1,7 hab./km²).

## Demografia
| Variação demográfica do município entre 1991 e 2004 | Variação demográfica do município entre 1991 e 2004 | Variação demográfica do município entre 1991 e 2004 | Variação demográfica do município entre 1991 e 2004 |
| --------------------------------------------------- | --------------------------------------------------- | --------------------------------------------------- | --------------------------------------------------- |
| 1991                                                | 1996                                                | 2001                                                | 2004                                                |
| 210                                                 | 223                                                 | 188                                                 | 184                                                 |